# Tratado Machaín-Irigoyen
El Tratado Machaín-Irigoyen fue un tratado de límites firmado en Buenos Aires el 3 de febrero de 1876 entre Paraguay y Argentina. Concluido tras la guerra de la Triple Alianza, fue firmado por Facundo Machaín y Bernardo de Irigoyen.
El Imperio de Brasil había firmado el Tratado Loizaga-Cotegipe separado con Paraguay en 1872 y apoyó a Paraguay en sus negociaciones con Argentina. Paraguay, con el apoyo brasileño, se negó a ceder el territorio del Chaco, y ambas partes acordaron –el 28 de marzo de 1877– arbitraje internacional por parte del presidente estadounidense, Rutherford B. Hayes, quien decidió a favor de Paraguay el 12 de noviembre de 1878. En su honor, se creó el Departamento Presidente Hayes.
Esa decisión provocó un escándalo en Bolivia, que reclamaba gran parte de la disputada región del Chaco. El conflicto sin resolver llevaría más tarde a la guerra del Chaco de 1932-1935.

## Condiciones arbitrales acordadas en el tratado
El tratado estableció que las partes tenían 60 días para solicitar mediación al presidente de los Estados Unidos, Rutherford B. Hayes, si no llegaban a un acuerdo sobre un árbitro. El fallo del árbitro sería obligatorio y las partes tenían un año para presentar sus argumentos y pruebas. Si una parte no cumplía, el árbitro podía decidir basándose en la memoria de la otra parte y documentos previos. No se permitían cambios en el territorio en disputa antes del fallo y Argentina podía continuar explotando recursos bajo su jurisdicción. La parte perjudicada recibiría indemnización por edificios públicos construidos. Los reconocimientos territoriales previos no afectarían los derechos o títulos establecidos.

## Resultado
El presidente de los Estados Unidos fue elegido como árbitro, y el tratado entró en vigor el 13 de septiembre de 1876 tras el canje de ratificaciones en Buenos Aires. El presidente Hayes aceptó la mediación el 28 de marzo de 1877. Se estableció que los territorios al sur del río Pilcomayo pertenecían definitivamente a Argentina, mientras que los al norte del río Verde fueron reconocidos como paraguayos. La Isla del Atajo también quedó bajo dominio argentino. El tratado sometió el territorio entre los ríos Pilcomayo y Verde a arbitraje internacional. Satisfizo la mayoría de las reclamaciones territoriales de Argentina y llevó al retiro completo de las tropas ocupacionales aliadas de Paraguay a mediados del verano de 1876. Argentina obtuvo la disputada Provincia de Misiones y todas las tierras al sur del Río Pilcomayo, que forma la Provincia de Formosa. Argentina renunció a sus reclamaciones sobre Villa Occidental. Solo quedó sin resolver el tema del Chaco Boreal.